# Petar Hektorović

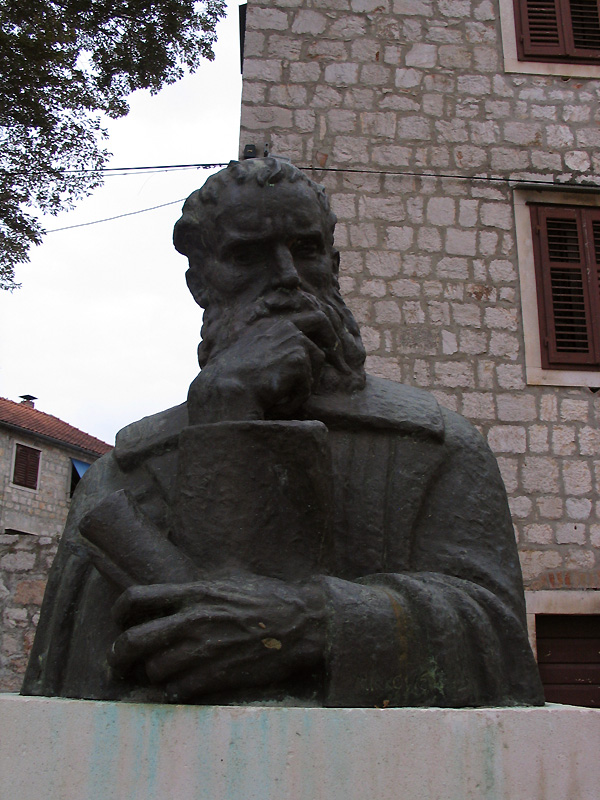
Eine Büste die Petar Hektorovićdarstellen soll,
vor Tvrdalj in Stari Grad

Petar Hektorović (* 1487 in Stari Grad auf Hvar; † 13. März 1572 ebenda) war ein Poet und Universalgelehrter der Renaissance, er war kroatischer Abstammung.

## Leben und Werk

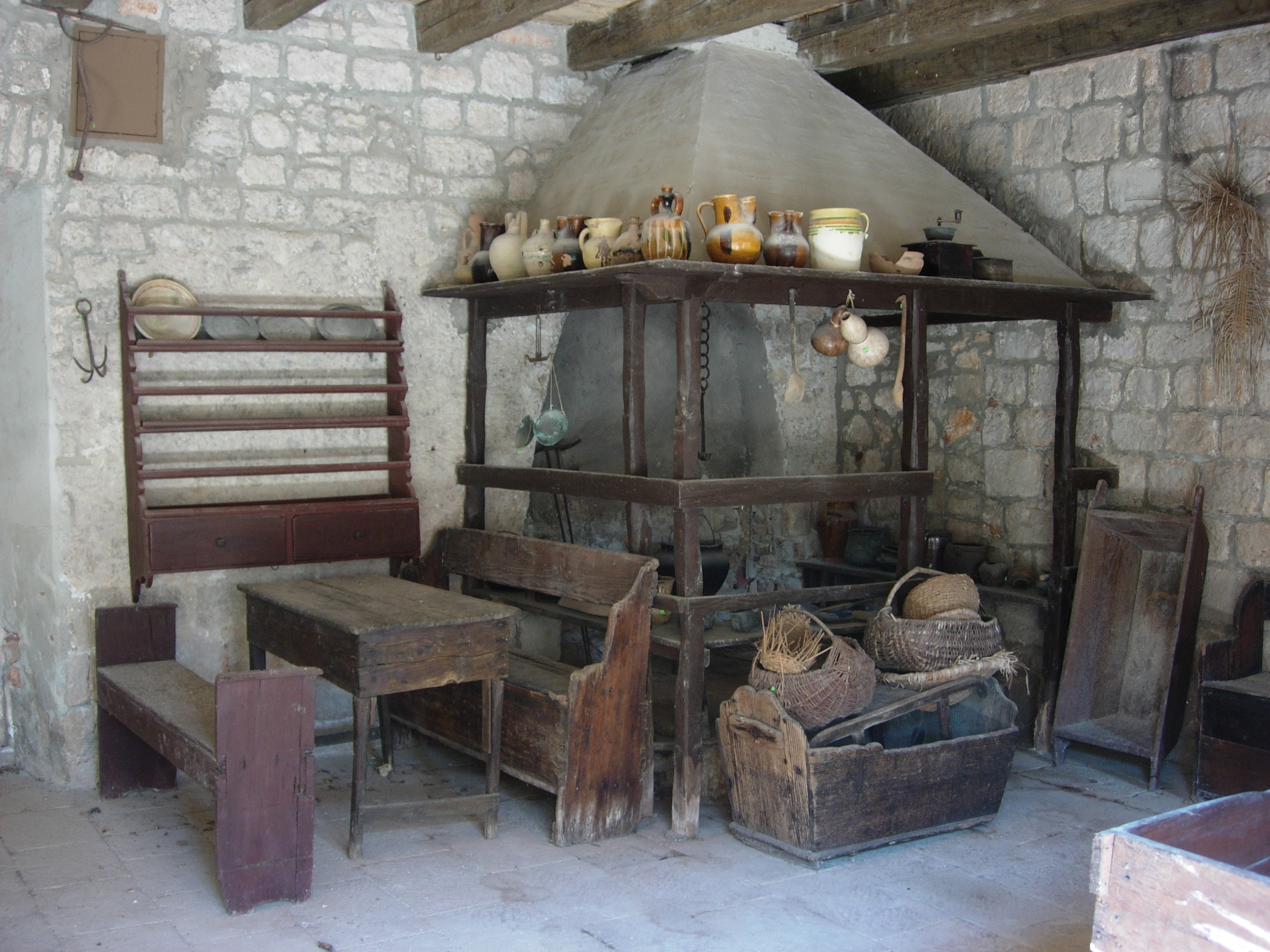
Blick in die typisch dalmatinische Küche des Dichters

Petar Hektorović verweilte während seiner gesamten Lebenszeit in seinem Geburtsort, der auf der Insel Hvar liegt. Er wohnte meist in dem von ihm erbauten festungsartigen Schloss Tvrdalji, das heute ein Museum beherbergt. Er verließ die Insel lediglich ein Mal zu einer dreitägigen Reise auf einem Fischerboot. Er fuhr in die ca. 25 km entfernte Bucht Supetar in Nečujam auf die Nachbarinsel Šolta und besuchte den Ort, an dem der „Vater der kroatischen Literatur“ Marko Marulić von 1510 bis 1512 verweilte. Auf der Basis seiner quasi-ethnographischen Beobachtungen entstand sein wichtigstes Werk, Ribanje i ribarsko prigovaranje (dt. „Fischerei und die Dialoge von Fischern“), das versucht, die Dialoge von Fischern in ihrer kroatischen  Alltagssprache darzustellen, dabei aber auch ein episches Gedicht aus der Gattung der Bugarštice darstellt. Es wurde am 14. Januar 1566 abgeschlossen und 1568 in Venedig gedruckt. In dem dreiteiligen Werk beschreibt er in einem Brief an seinen Cousin eine dreitägige Bootsfahrt mit den Fischern Paskoje Debelja und Nikola Zet aus Hvar. Das Werk ist die erste realistische, weltliche Reisebeschreibung in kroatischer Sprache, die Landschaft und Schönheiten der Natur zum Inhalt hat. Die Ribanje... sind eine der frühesten Aufzeichnungen der kroatischen Lebensweise und eine Sammlung von Fischerliedern.

## Belege
1. ↑  Roland Greene, Stephen Cushman: The Princeton Handbook of World Poetries. Nr. 136. Princeton University Press, 2016, ISBN 978-1-4008-8063-8 (eingeschränkte Vorschau in der Google-Buchsuche).
2. ↑  Joško Belamarić: Insel Šolta. Bibliothek Tourismus und Kulturerbe. Nr. 82, Zagreb, 2011. ISBN 978-953-215-697-3, S. 55
3. ↑  Ante Kadić: Croatian Renaissance. In: Studies in the Renaissance. Band 6, 1959, S. 28–35, S. 34, JSTOR:2857180.

| Personendaten    | Personendaten                                              |
| ---------------- | ---------------------------------------------------------- |
| NAME             | Hektorović, Petar                                          |
| KURZBESCHREIBUNG | kroatischer Dichter und Universalgelehrter der Renaissance |
| GEBURTSDATUM     | 1487                                                       |
| GEBURTSORT       | Stari Grad                                                 |
| STERBEDATUM      | 13. März 1572                                              |
| STERBEORT        | Stari Grad                                                 |